# Jason Donovan
Pour les articles homonymes, voir Donovan.
Jason Donovan (né le 1er juin 1968 à Melbourne) est un acteur de cinéma et chanteur australien, avec des records de vente de disques dans le monde entier (plus de 30 millions d'exemplaires).
Une de ses chansons les plus connues est la reprise de Sealed with a kiss de Brian Hyland. Il s'est également rendu célèbre dans les années 1980 pour avoir chanté Especially For You (1988) en duo avec sa compatriote Kylie Minogue, avec laquelle il a par ailleurs été en couple.
En 2013 il est à l'affiche de la comédie musicale Priscilla folle du désert à Dublin, adapté du film du même nom.

## Discographie

### Albums studio
- 1989 - Ten Good Reasons
- 1990 - Between The Lines
- 1993 - All Around The World
- 2008 - Let It Be Me (Album de reprises des années 1950 & 1960)
- 2012 - Sign Of Your Love

### Compilations
- 1999 - The Very Best Of Jason Donovan

## Filmographie

### Cinéma
- 1990 : Frères de sang : Private Talbot
- 1995 : Rough Diamonds : Mike Tyrell
- 1996 : The Sun, the Moon and the Stars : Pat
- 1997 : Diana & Me de David Parker
- 2000 : Sorted d'Alexander Jovy : Martin
- 2002 : Tempe Tip : Max
- 2003 : Horseplay : Henry
- 2003 : Ned : Le père Thompson

### Séries télévisées
- 1980 : Skyways : Le frère de Robin et Trevor Kirk
- 1983 : Home
- 1985 : Golden Pennies : Sean
- 1986-1989 : Les Voisins : Scott Robinson
- 1988 : The Heroes : Happy Huston
- 2002-2003 : MDA : Richard Savage
- 2008 : Echo Beach : Daniel Marrack

### Téléfilms
- 1981 : I Can Jump Puddles : Freddy
- 1990 : Shadows of the Heart : Alex Fargo
- 1995 : The Last Bullet : Stanley Brennan
- 2004 : Loot : Jon Peregrine

### Autres
- 1991 : Joseph and the Amazing Technicolor Dreamcoat (show télévisé) : Joseph
- 1993 : Galleria (court métrage) : Duane
- 2011 : Evil Calls (film vidéo): Gary
- 2011 : Back2Hell (film vidéo) : Gary

### Voix
- 2005-2010 : Buzz! (jeu vidéo) : Buzz
- 2006 : Vietcong 2 (jeu vidéo) : L'officier australien
- 2010 : Animaux et Cie (film d'animation) : Toby
- 2014 : Boj ((série télévisée d'animation) : Pops